# Декоративное искусство СССР
«Декорати́вное иску́сство СССР» (в последние два года издания — «Декоративное искусство») — советский и российский журнал, посвящённый практике, теории и истории монументально-декоративного, декоративно-прикладного (художественная промышленность и народное творчество) и оформительского искусства, дизайна, а также вопросам синтеза искусств.
Учреждён Союзом художников СССР, выходил в Москве ежемесячно с 1957 по 1993 гг.

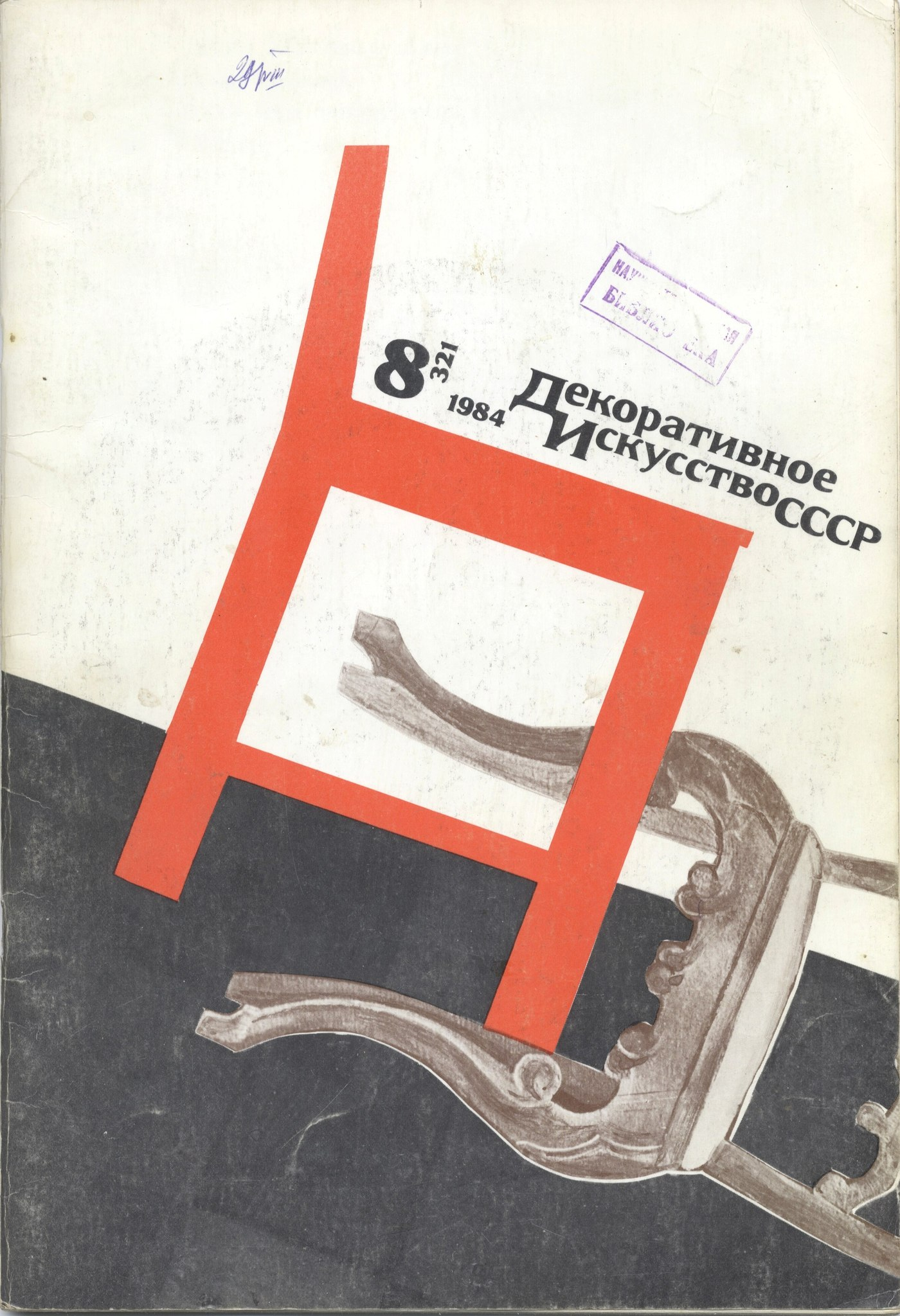
Обложка журнала «Декоративное искусство СССР». Выпуск 321. 1984.

Главный редактор в 1957—1974 годах — народный художник РСФСР Михаил Ладур. Одним из инициаторов создания и заместителем главного редактора журнала с первых лет его существования, фактически его идейным руководителем, был философ и теоретик искусства Карл Кантор. С сентября 1974 года исполняющим обязанности главного редактора стал Горяинов В. В. Его заместителем выступала Стелла Базазьянц. С 1976 по 1989 год главным редактором журнала был Буткевич О. В. Последний главный редактор — Борзенков И., под руководством которого журнал стал независимым изданием . Журнал выходит нерегулярно и при поддержке Министерства культуры РФ. 
С 2022 года учредителем и издателем журнала «Декоративное искусство» является Дмитрий Гражевич.В 2022 году вышел юбилейный выпуск журнала

## Первый номер журнала
В 1957 году «Союз художников СССР» издал первый номер журнала, который предвещал издание ежемесячных выпусков с января 1958 года. В первую редакционную комиссию вошли: главный редактор Ладур М. Ф., Быков З. И., Д. В. Горлов, Ильинская С. В., Иорданский Б. В., Макарова И. С., Рождественский К. И. и Салтыков А. В. Журнал выпускался 5000-м тиражом. На развороте первого журнала был помещён ковёр с изображением В. И. Ленина, следом шла цитата Калинина М. И. «Несомненно, самым высоким видом искусства, самым талантливым является народное искусство, то есть то, что запечатлено народом, что народом сохранено, что народ пронёс через столетия… Народ — это всё равно что золотоискатель, он выбирает, сохраняет и несёт, шлифуя на протяжении многих десятилетий, только самое ценное, самое гениальное.»
В выпуск вошли следующие статьи:
- Красоту в жизнь — статья главного редактора М. Ф. Ладура.
- О культуре декоративного искусства. К. Юон.
- Эмблема нашей родины. А. Лулпол.
- Праздничный наряд города. К. Кулешов.
- Художники латышского витража. Я. Пуят.
- Мастер настенной росписи. А. Мизин.
- Декоративное убранство квартиры. О. Баяр.
- Орнамент в архитектурном ансамбле. Г. Довженко.
- Народ — художник. С. Конёнков.
- Палех. О. Мельников.
- Федоскино, Мстёра, Холуй. Г. Яловенко.
- Грузинская художественная керамика. З. Майсурадзе.
- Яркая страница национального творчества. П. Мусиенко.
- Русская народная вышивка. Н. Королёва.
- Большое искусство маленького города. В. Василенко.
- Сокровища народных талантов. Э. Кильчевская.
- Народные умельцы Закарпатья. В. Свида.
- Художественное ткачество Случщины. Н. Комсюк.
- Народные вышивки Бухары. А. Тарасов.
- Чудесные узоры. И. Работнова.
- Мастера Армении. Р. Симонян.
- Народные традиции в современной одежде. Н. Макарова.
- Традиции советского ковроткачества. Н. Каплан.
- Мысли о прекрасном камне. Ф. Даукантас.
- Ткани для платьев. Е. Муратова.
- Декоративные ткани. З. Милявская.
- Творческие поиски. М. Ильин.
- Просто и красиво. А. Лансере.
- Советское Дулёво. Попов В.
- Владимирское стекло. М. Курилова.
- Эстонские кожаные изделия. Х. Кума.
- Жизнеутверждающее искусство. Н. Соболевский.
- Фестиваль. Хроника. На книжной полке. Коваленко К.

## Основные темы публикаций
- Первые два десятилетия журнал публиковал статьи, связанные с декоративным искусством социалистических стран, стран Африки и Азии.
- Основная часть статей была направлена на ознакомление советского общества с мастерами, которые занимались народным искусством. Таким образом, часто появлялись статьи о палехе, лубке, народных игрушках, коврах и так далее.
- В журнале часто выходили статьи известных историков искусств: Б. Бродского, М. Ильина, М. Лифщица, В. Фаворского и других. В этих статьях искусствоведы освещали темы и идеи воплощения советского декоративного искусства.
- С развитием выставочного дела, открытия павильонов ВДНХ часто стали выходить статьи, посвящённые выставкам на советском пространстве и международной арене.
- Особое место в журнале занимали статьи, посвящённые промышленному дизайну: эстетике машин, самолётов, сельскохозяйственной техники.
- В период оттепели в журнале стали появляться статьи, посвящённые искусству Европы и США.
- С популяризацией кино, в 1980-е годы появилось большое количество статей, посвящённых кинокартинам, плакатам, кинотеатрам.
- В конце каждого журнала были опубликованы разделы: «Хроника», «На книжной полке».

## Журнал Декоративное искусство СССР в хрущёвский период
Журнал «Декоративное искусство СССР» всегда сильно зависел от политической власти в стране. Во времена Хрущёва журнал постоянно обращался к цитатам В. И. Ленина. Популярными были статьи о мастерах, произведения которых были посвящены вождю. До 1960-х годов в журнале выходили статьи исключительно о декоративно-прикладном искусстве в советских республиках и социалистических странах. Особое внимание уделялось искусство Азии и Африки. Были выпущены несколько специальных номеров, полностью посвящённых декоративному искусству Китая, Вьетнама и других стран.
В декабрьском номере 1959 года была опубликована речь Н. С. Хрущёва, в связи с чем редакционная коллегия перестала избегать тем, связанных с США и Европой. В 1961 году в журнале впервые вышла рубрика «За рубежом», которая наравне с «Хроникой» и «На книжной полке» стала постоянной. В 1964 году появилась и стала постоянной рубрика «Страничка коллекционера».
В 1961-м году в журнале «Декоративное искусство» впервые в СССР на русском языке обозначено слово ДИЗАЙН. После этого в журнале стали публиковаться материалы о советском и зарубежном дизайне в разных областях быта и промышленности.

## Журнал Декоративное искусство СССР в брежневский период
В 1965 году впервые появилось «summary» на английском языке. Примерно в это же время больше всего статей выходить на тему европейского искусства и даже появляется постоянная рубрика, которая рассказывает об архитекторах и дизайнерах США и Европы. В 1968 году при государственной поддержки была организована Всесоюзная выставка «Декоративное искусство СССР». После выставки было опубликовано большое количество патриотических и идеологических статей. В 1968 году вышел выпуск журнала, посвящённый Вьетнаму, его людям и декларативному искусству, что, конечно, было частью антиамериканской пропаганды. В 1970-е азиатское и африканское декоративное искусство было полностью вытеснено европейским и американским ДПИ. В 1974 году после увольнения главного редактора М. Ладура, редакция журнала пошла по пути, намеченному ранее. Основные темы остались те же, после Вьетнамской войны случаи политического вмешательства были сведены к нулю. В 1982 году сообщение о смерти Брежнева Л. И. было напечатано на отдельном развороте и вкладывалось в декабрьский номер журнала.

## Журнал Декоративное искусство СССР в период Перестройки
В период Перестройки традиционное декоративное искусство было вытеснено статьями про светскую жизнь, людей, связанных с искусством и большим количеством рекламы. Половина статей выпускалась на английском языке или же на английский язык были переведены некоторые части статей, например, интервью.

Внешний облик журнала претерпел существенные изменения. Был уменьшен формат и количество страниц. Рисунки, фотографии в основном размешались по всему листу и зачастую вытесняли текст.

Ближе к закрытию журнала появился определённый канон, по которому редакция размещала содержание, постоянные рубрики и рекламу.

## Современность
В 2012 г. журнал возрождён Фондом поддержки современного искусства «Артпроект». Презентация возрождённого журнала состоялась 1 и 2 декабря 2011 г. на Международном форуме «Декоративно-прикладное и народное искусство России и стран СНГ в современных реалиях культуры и рынка» во Всероссийском музее декоративно-прикладного и народного искусства.
Журнал «Декоративное искусство» (полное название «Декоративное искусство стран СНГ») в возобновлённом варианте ориентирован на страны СНГ и ближайшего зарубежья. 
Первый номер возрождённого журнала посвящён общему культурному пространству России и стран СНГ, взаимосвязи современного и народного искусства, актуализации традиционных технологий.
Главный редактор Ада Сафарова — кандидат искусствоведения, член-корреспондент Российской академии художеств, ранее работавшая в журнале «Декоративное искусство СССР», а также с 2009 года — главным редактором журнала Российской академии художеств «Academia».
С 2022 года учредителем и издателем журнала «Декоративное искусство» является Дмитрий Гражевич.